# Zaagmuldersbrug
De Zaagmuldersbrug is een brug in Groningen die de Oosterparkwijk verbindt met de Korrewegwijk. Ze ligt over het Oosterhamrikkanaal en is gebouwd in 1938. De brug bevindt zich aan het noordelijke uiteinde van de Zaagmuldersweg en ontleent daaraan haar naam.
Het hekwerk en het voormalige brugwachtershuisje zijn ontworpen door Siebe Jan Bouma. Het brugwachtershuisje, dat vanwege de aanleg van de busbaan in 1983 is afgebroken, bevatte een ornament van het stadswapen vervaardigd door Willem Valk.

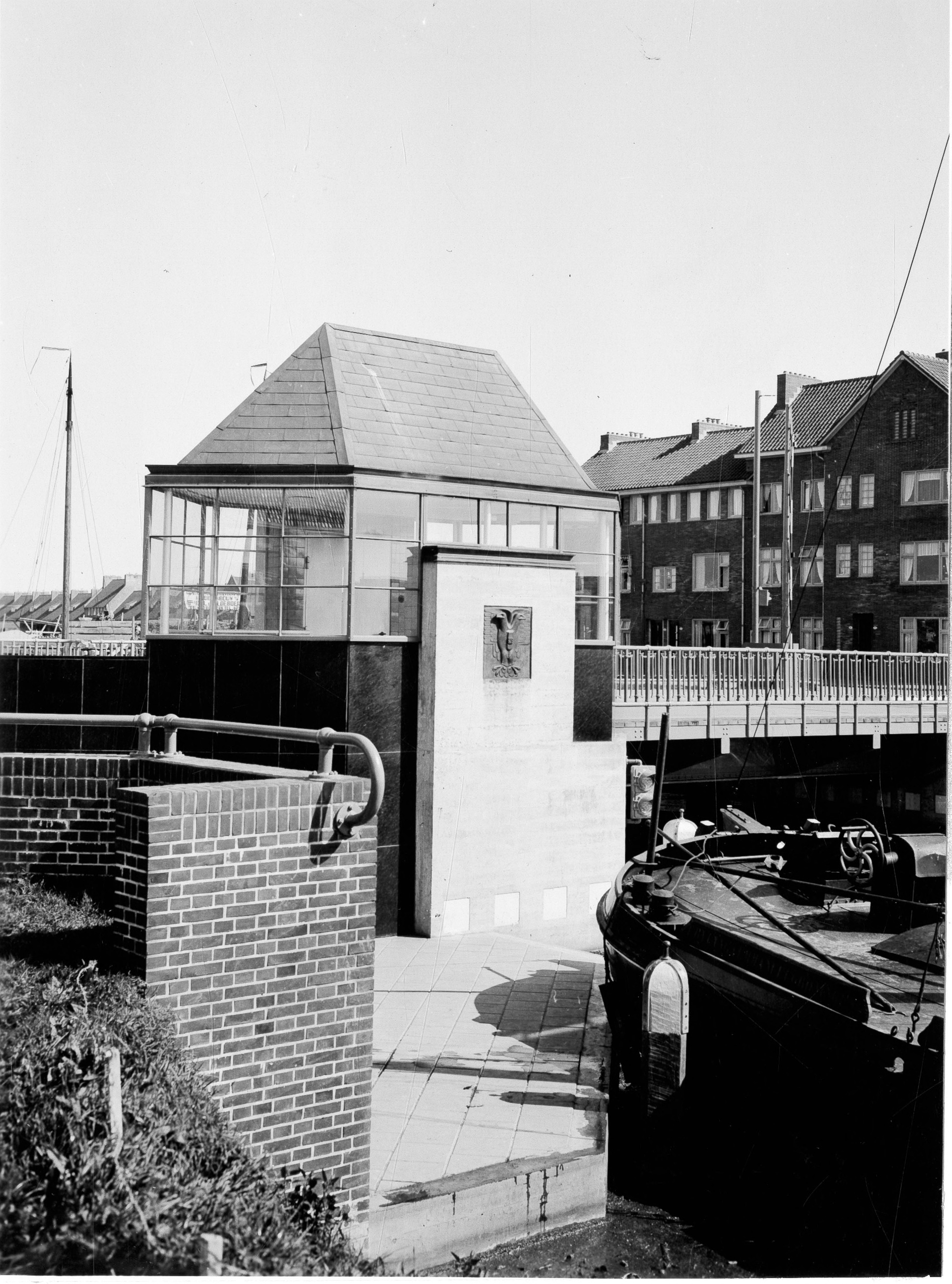
Voormalig brugwachtershuisje (1941). Bron: Beeldbank Groningen